# Macrochelys suwanniensis
La tortuga mordedora de Suwannee (Macrochelys suwanniensis) es una especie de tortuga  que vive en el río Suwannee, Estados Unidos. Anteriormente se creía que era parte de la especie Macrochelys temminckii.